# Dufourea gkuruensis
Dufourea gkuruensis là một loài Hymenoptera trong họ Halictidae. Loài này được Warncke mô tả khoa học năm 1979.